# 薛天華
薛天華（1510年—？），字思素，一字君恪，號南塘，福建泉州府晉江縣人，民籍，明朝政治人物，嘉靖庚戌進士，官至廣東右布政使。

## 生平
青年時与俞大猷、鄧城、史朝宜等十人一同研究学问。登嘉靖十六年（1537年）丁酉科福建鄉試第四十九名。嘉靖二十九年（1550年）中式庚戌科進士。授南京刑部主事。满考，入诣京师。杨继盛被严嵩害死，薛天华和杨豫孙、董传策、朱天球捐款为其殡殓。時稱“四君子”。
此後，薛天華累升南京刑部貴州司郎中，出任四川重庆府知府，升云南提学副使，四十四年迁浙江左參政，擢广东按察使，隆庆二年（1568年）正月晋广东右布政使，四年六月因御史龐尚鵬事降二级。

## 著作
著有《明善斋集》、《经疑》、《居官疏义》、《诚意解》。

## 家族
曾祖薛崇；祖父薛琛；父薛時通，號直菴。前母范氏；母魏氏。永感下。有子薛應鍾，字啓元，號象南，官桂平知縣。